# Udalatx
Udalaitz ou Udalatx (dénomination recommandée par Euskaltzaindia, académie de la langue basque), est une montagne située entre le Guipuscoa et la Biscaye, dans le massif d'Udala dans les Montagnes basques, et culminant à 1 119 m d'altitude.

## Étymologie
Udalaitz vient du basque Udala Aitz, qui signifie roche d’Udala, éponyme du village rural qui se situe sur les flancs du Guipuscoa. C’est à partir de ce village que les randonneurs partent à la conquête de la montagne.

## Géographie
La montagne appartient au massif d'Udala  qui, avec les montagnes Anboto et d'Aramotz, forment un alignement de crêtes. Son sommet, composé de plusieurs pics, fait partie de l'ensemble paysager des montagnes du Durangaldea, bien qu'il soit un peu séparé de ceux-ci.
Comme ces derniers, il s'agit d'un grand massif calcaire récifal très compact et de couleur gris clair. Ils possèdent une grande quantité de fossiles de coraux coloniaux massifs et de coquillages de la sous-classe Heterodonta (grand mollusque en forme de coupe) et de la famille Ostreidae.
L’Udalaitz se situe sur la commune de Mondragón, à cheval entre le Guipuscoa et la Biscaye, dont la frontière commune passe par le sommet. La montagne est également à proximité du Besaide (555 m), le tripoint où coïncident les 3 provinces du Pays basque espagnol, qui sont les deux précédemment nommées ainsi que l’Alava.
Au sommet de la montagne se trouve une croix, comme sur de nombreuses montagnes, une table d’orientation ainsi qu’un point géodésique de premier ordre.
La montagne étant un lieu de randonnée, des aménagements ont été réalisés dont un grotte qui sert de refuge et un système de recueillement de l’eau.

## Histoire

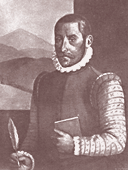
Esteban de Garibay.

Sur le pic qui se voit depuis Mondragón (1 073 m), qui n'est pas le sommet de la montagne, lequel se situe en Biscaye, se trouve une grande croix. Près d'elle, en suivant le chemin vers le sommet, on trouve les ruines d'une ancienne église. C'est le sanctuaire de La Asunción (l'Ascension). L'édification de ce sanctuaire est due à l'existence d'ermites qui ont choisi ce lieu pour se consacrer à Dieu loin de la vie moderne. Esteban de Garibay, qui y vivait en 1570, faisait déjà état de cette église. On raconte qu'ici vivait et mourut saint Valère, évêque de Saragosse au IVe siècle.

## Ascensions
Par le col de Campazar

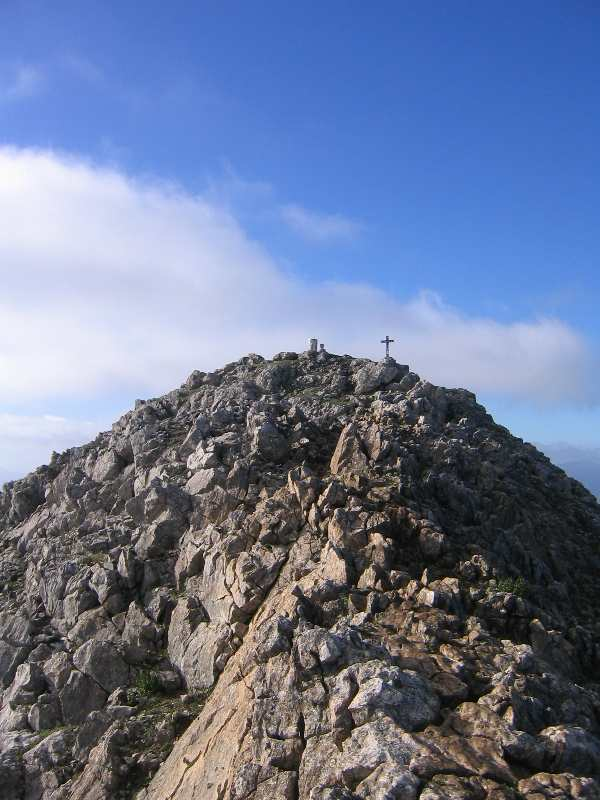
Vue du sommet et l'accès par la crête.

En suivant la route qui relie Mondragón avec Elorrio, une fois dans le col de Campazar (467 m) les randonneurs peuvent laisser leur voiture dans le parking de la zone de dissémination ou à côté du restaurant et se diriger vers la carrière. Le chemin est ensuite bien marqué jusqu'à la sortie de la forêt. Il faut ensuite gravir une pente, vers les rocailles qui forment la crête. Une fois sur la crête, il faudra aux randonneurs dévier légèrement vers l'ouest pour trouver la brèche qui leur permettra de passer le replat où se trouvent les ruines de l'ancienne église ermitage. Depuis là il est possible d'atteindre la croix sur l'Arrasate, d'aller se reposer à la grotte ou, en suivant la crête, d'atteindre le sommet.
Depuis Udala
En laissant le véhicule en Udala (479 m) il faut emprunter une piste qui mène au pied de la croix qui protège Arrasate. Là se trouve un petit replat avec les ruines de l'église et les alternatives déjà vu en haut.
Depuis Elorrio

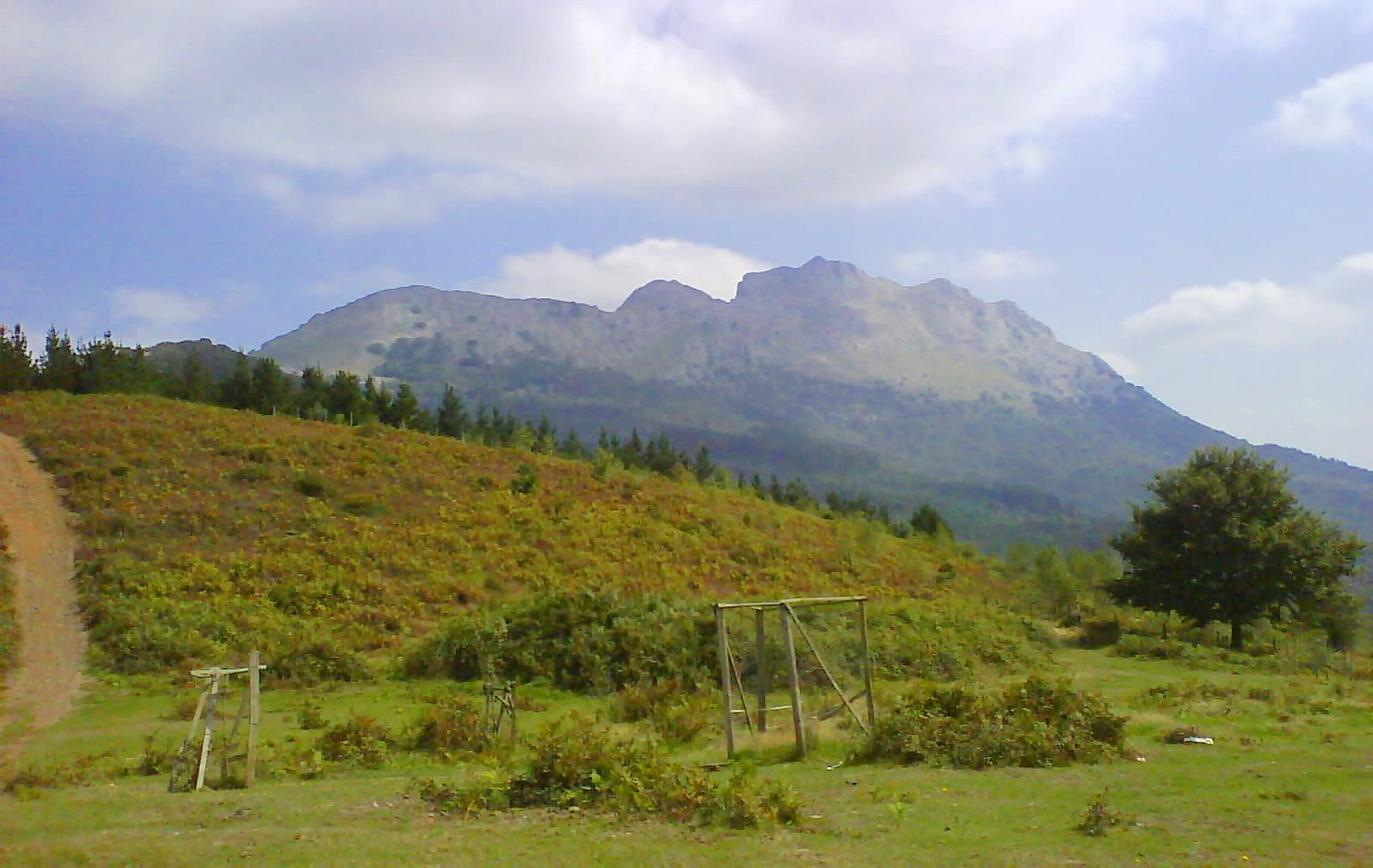
Udalaitz vu depuis le Besaide.

En laissant la voiture à côté du cimetière d'Elorrio il existe une variante passant par un tunnel situé à la fin de la zone industrielle. Une fois passée celle-ci il faut se diriger sur la piste bétonnée qui s'ouvre sur la gauche. En suivant cette dernière, qui perd vite sa couche de béton, il est possible de monter vers Besaide. Quand ce chemin rencontre celui venant de la vallée d'Arrazola l'impressionnant massif de l'Udalaitz est déjà visible sur la gauche. Il suffit de continuer sur près d'un kilomètre pour trouver la déviation qui rapproche de la montagne par sa face est. Une fois atteint la crête rocheuse, il est nécessaire de faire le tour vers la petite esplanade où se trouvent les ruines de l'église, dans cet ensemble il est possible de passer par la grotte pour s'y reposer.
Temps d'ascencion :
- Mondragón (2 h 30 min) ;
- Mondragón (1 h 30 min, par Udala) ;
- Kampazar (1 h 45 min, par le côté de la carrière) ;
- Elorrio (2 h).